# Lalemancja
Lalemancja (Lallemantia) – rodzaj roślin z rodziny jasnotowatych. Obejmuje 5 gatunków. Występują one w południowo-zachodniej i środkowej Azji – na obszarze od Półwyspu Arabskiego, Synaju i Azji Mniejszej po Pakistan, zachodnie Chiny i zachodnią Syberię (lalemancja iberyjska L. iberica nie pochodzi z Półwyspu Iberyjskiego, lecz Bliskiego Wschodu i ziem dawnego Królestwa Iberii). Niektóre gatunki wykorzystywane są leczniczo, z nasion pozyskuje się oleje roślinne, są też spożywane jako warzywo.

## Morfologia
PokrójRośliny zielne roczne i wieloletnie. Pędy mają nagie lub biało owłosione.
LiściePojedyncze, ogonkowe lub siedzące, zwykle całobrzegie.
KwiatyZebrane w kilkukwiatowe, krótkoszypułkowe lub siedzące wierzchotki tworzące szczytowy kwiatostan złożony podobny do kłosa lub tyrsu, często w dole przerywany. Szypułki są wzniesione, sztywne i spłaszczone. Podsadki pod wierzchotkami liściopodobne, jajowate do równowąskich, całobrzegie lub słabo ząbkowane, rzadko ościste. Przysadki jajowate lub zaokrąglone, rzadko równowąskie, ościsto ząbkowane. Kielich jest rurkowaty, z 15 żyłkami, z 5 nierównymi i ościstymi ząbkami, dwuwargowy. Korona kwiatu ma dwie wyraźne wargi. Górna warga ma wewnątrz dwie podłużne garby. Dwie boczne łatki dolnej wargi są odgięte w dół. Pręciki są cztery, schowane pod górną wargą. Ich nitki są równoległe, owłosione. Pylniki są rozchylone pod kątem 180 stopni. Rozwidlone, szydlaste łatki znamienia są równej długości.
OwoceNiełupki podługowate, nieco trójkanciaste, gładkie, ciemnobrązowe.

## Systematyka
Pozycja systematyczna
Gatunek i rodzaj z podplemienia Nepetinae z plemienia Mentheae i podrodziny Nepetoideae z rodziny jasnotowatych Lamiaceae.
Wykaz gatunków
- Lallemantia baldshuanica Gontsch.
- Lallemantia canescens (L.) Fisch. & C.A.Mey.
- Lallemantia iberica (M.Bieb.) Fisch. & C.A.Mey. – lalemancja iberyjska[5]
- Lallemantia peltata (L.) Fisch. & C.A.Mey.
- Lallemantia royleana (Benth.) Benth.